# کارلوس هرناندز (بازیکن فوتبال)
کارلوس هرناندز (انگلیسی: Carlos Hernández؛ زادهٔ ۹ آوریل ۱۹۸۲) یک بازیکن فوتبال اهل کاستاریکا است.
وی همچنین در تیم ملی فوتبال کاستاریکا بازی کرده‌است.